# Amphiprion
Amphiprion is een geslacht van vissen die bekendstaan als de anemoonvissen. Ze behoren tot de familie Pomacentridae van de orde baarsachtigen (Perciformes).

## Leefwijze
Alle soorten leven in de tentakels van de grote zeeanemonen (Actinia). Zij ondervinden geen hinder van het netelgif van deze anemonen. Er bestaan diverse soorten anemoonvissen. De vis hult zich in een slijmlaag die als anemoon wordt herkend. De vis voedt zich met parasieten die de anemoon bedreigen, voedselresten van de anemoon en kreeftjes. Daarnaast beschermt de vis de anemoon ook tegen zijn natuurlijke vijanden, zoals koraalvlinders, door ze te verjagen als ze te dichtbij komen. Soms wordt ook gezegd dat de anemoonvis andere vissen de anemoon in lokt zodat deze gevangen worden door de anemoon. 
De bekendste soorten zijn de eenbandanemoonvis (Amphiprion melanopus), de  tweebandanemoonvis (Amphiprion bicinctus) en de driebandanemoonvis (Amphiprion ocellaris). Bij aanval of verdediging produceren zij een knappend 'tak, tak'-geluid. Zij vormen monogame paren en bewaken gezamenlijk het broed op een steen.

## Verspreiding en leefgebied
De vissen komen voor in de Indische en Stille Oceaan.

## Soorten
Er zijn volgens Fishbase 29 soorten.
- Amphiprion akallopisos Bleeker, 1853
- Amphiprion akindynos Allen, 1972
- Amphiprion allardi Klausewitz, 1970 – Allards clownvis
- Amphiprion barberi Allen, Drew & Kaufman, 2008
- Amphiprion bicinctus Rüppell, 1830 – Tweebandanemoonvis
- Amphiprion chagosensis Allen, 1972
- Amphiprion chrysogaster Cuvier, 1830
- Amphiprion chrysopterus Cuvier, 1830
- Amphiprion clarkii (Bennett, 1830) – Zwarte anemoonvis
- Amphiprion ephippium (Bloch, 1790)
- Amphiprion frenatus Brevoort, 1856 – Rode anemoonvis
- Amphiprion fuscocaudatus Allen, 1972
- Amphiprion latezonatus Waite, 1900
- Amphiprion latifasciatus Allen, 1972
- Amphiprion leucokranos Allen, 1973
- Amphiprion mccullochi Whitley, 1929
- Amphiprion melanopus Bleeker, 1852 – Eenbandanemoonvis
- Amphiprion nigripes Regan, 1908 – Zwartvinanemoonvis
- Amphiprion ocellaris Cuvier, 1830 – Driebandanemoonvis
- Amphiprion omanensis Allen & Mee, 1991
- Amphiprion pacificus Allen, Drew & Fenner, 2010
- Amphiprion percula (Lacepède, 1802)
- Amphiprion perideraion Bleeker, 1855
- Amphiprion polymnus (Linnaeus, 1758)
- Amphiprion rubrocinctus Richardson, 1842
- Amphiprion sandaracinos Allen, 1972
- Amphiprion sebae Bleeker, 1853
- Amphiprion thiellei Burgess, 1981
- Amphiprion tricinctus Schultz & Welander, 1953

## Foto's

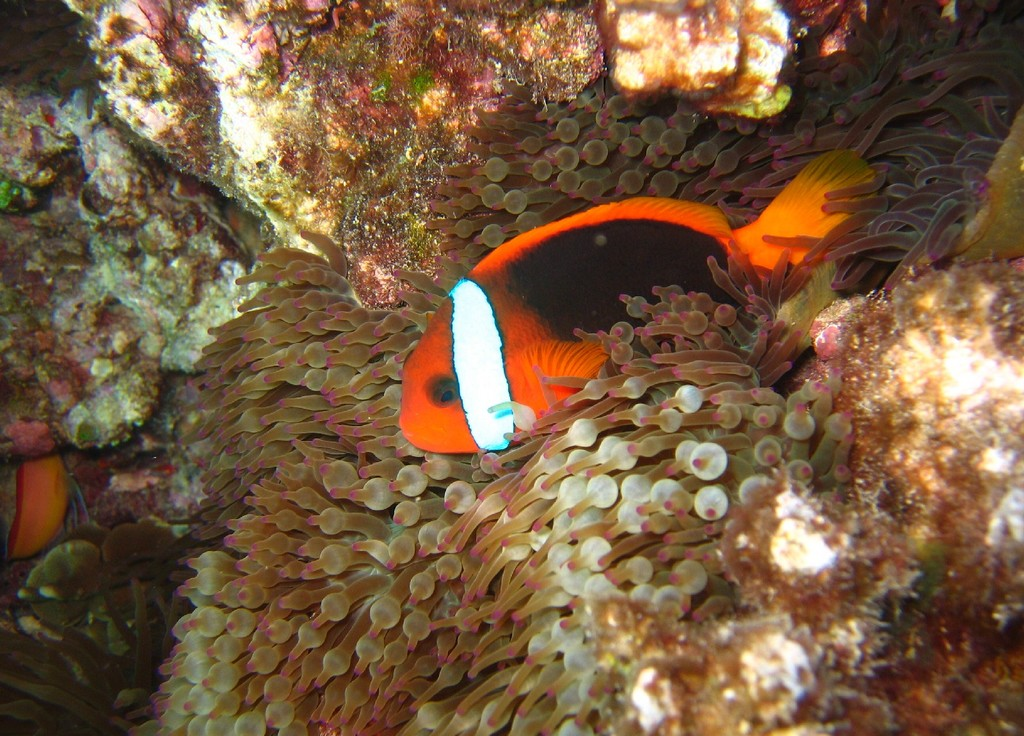
Eenbandanemoonvis, (Amphiprion melanopus)
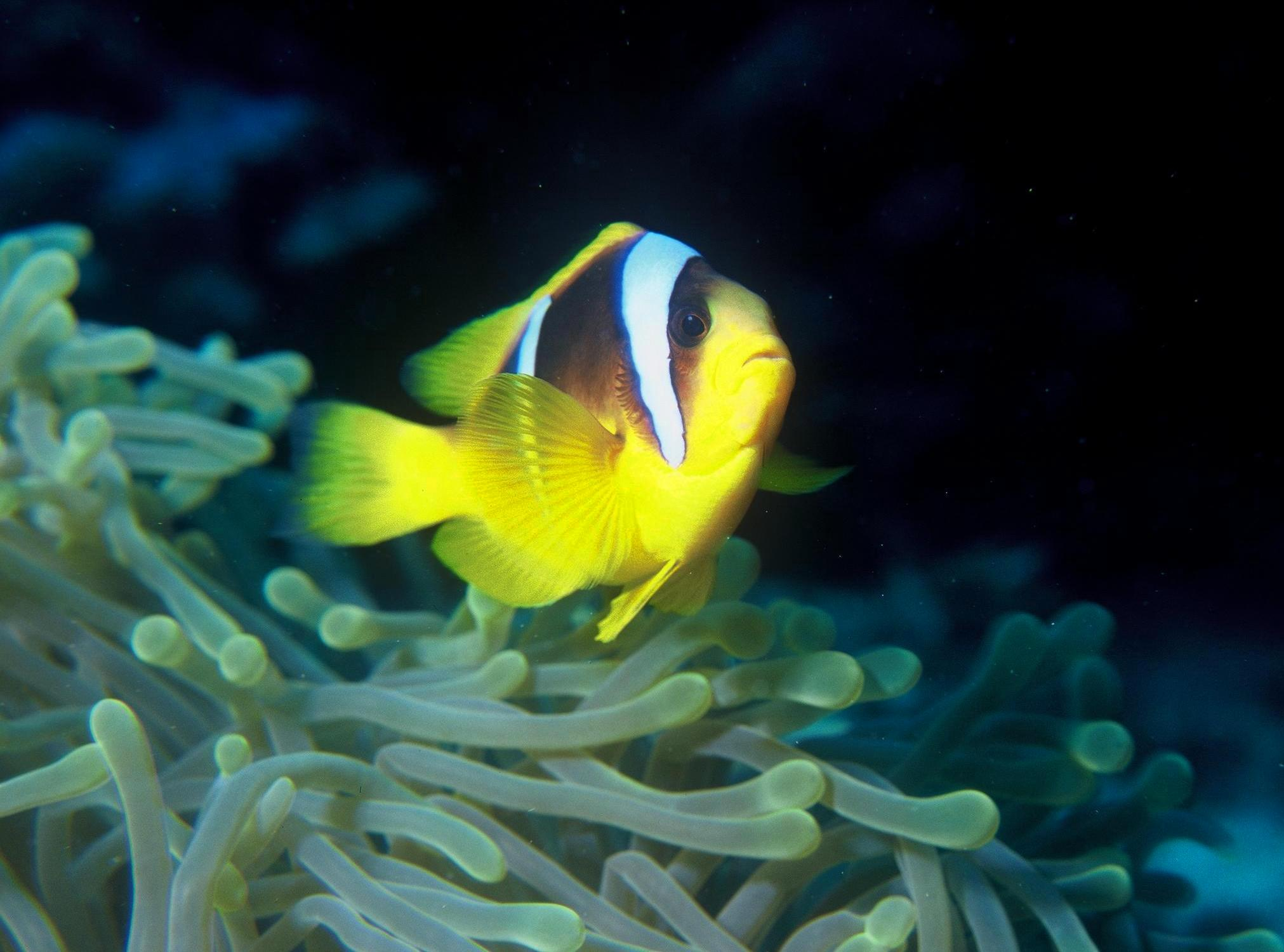
Tweebandanemoonvis (Amphiprion bicinctus)
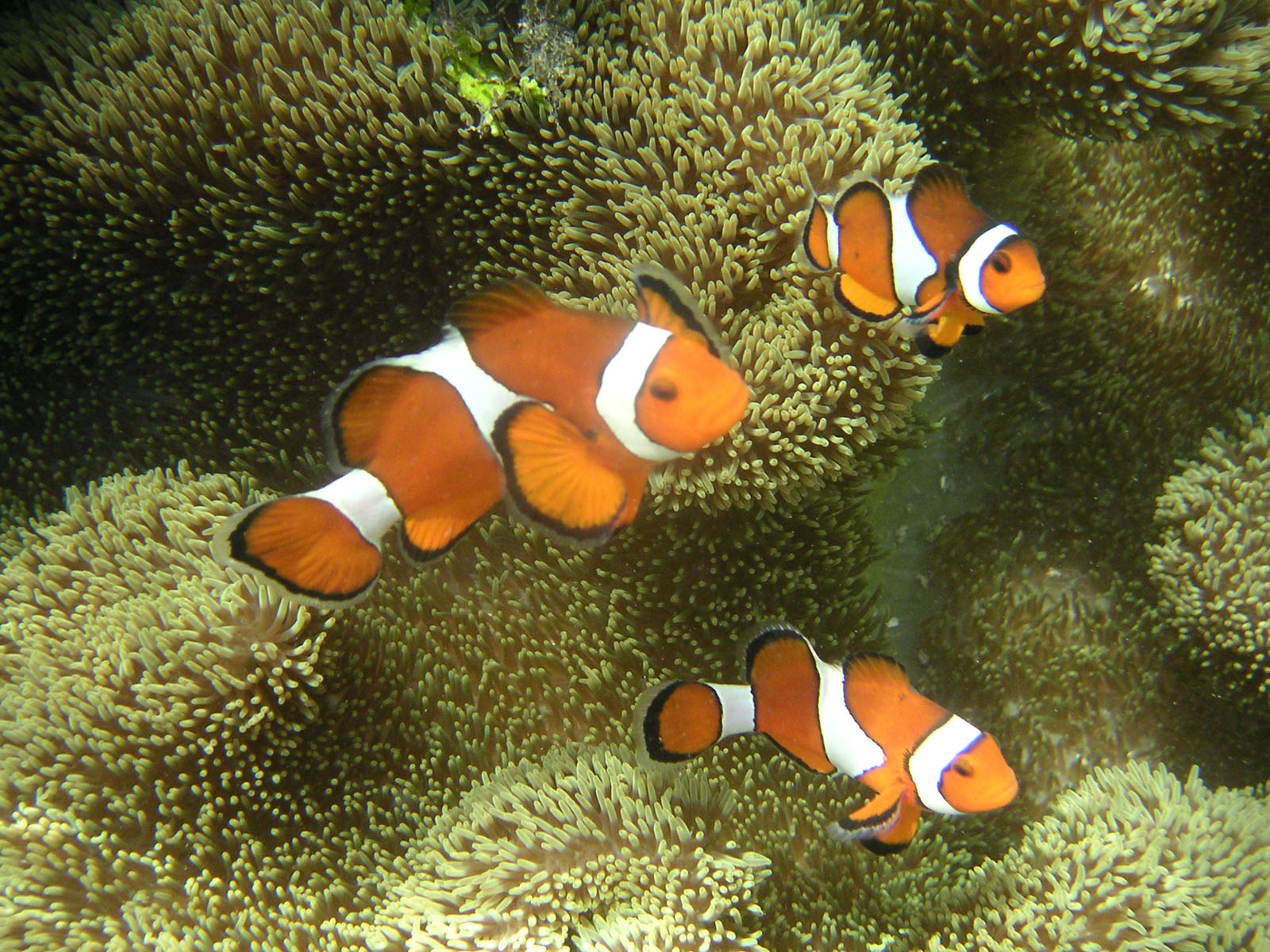
Driebandanemoonvis (Amphiprion ocellaris)
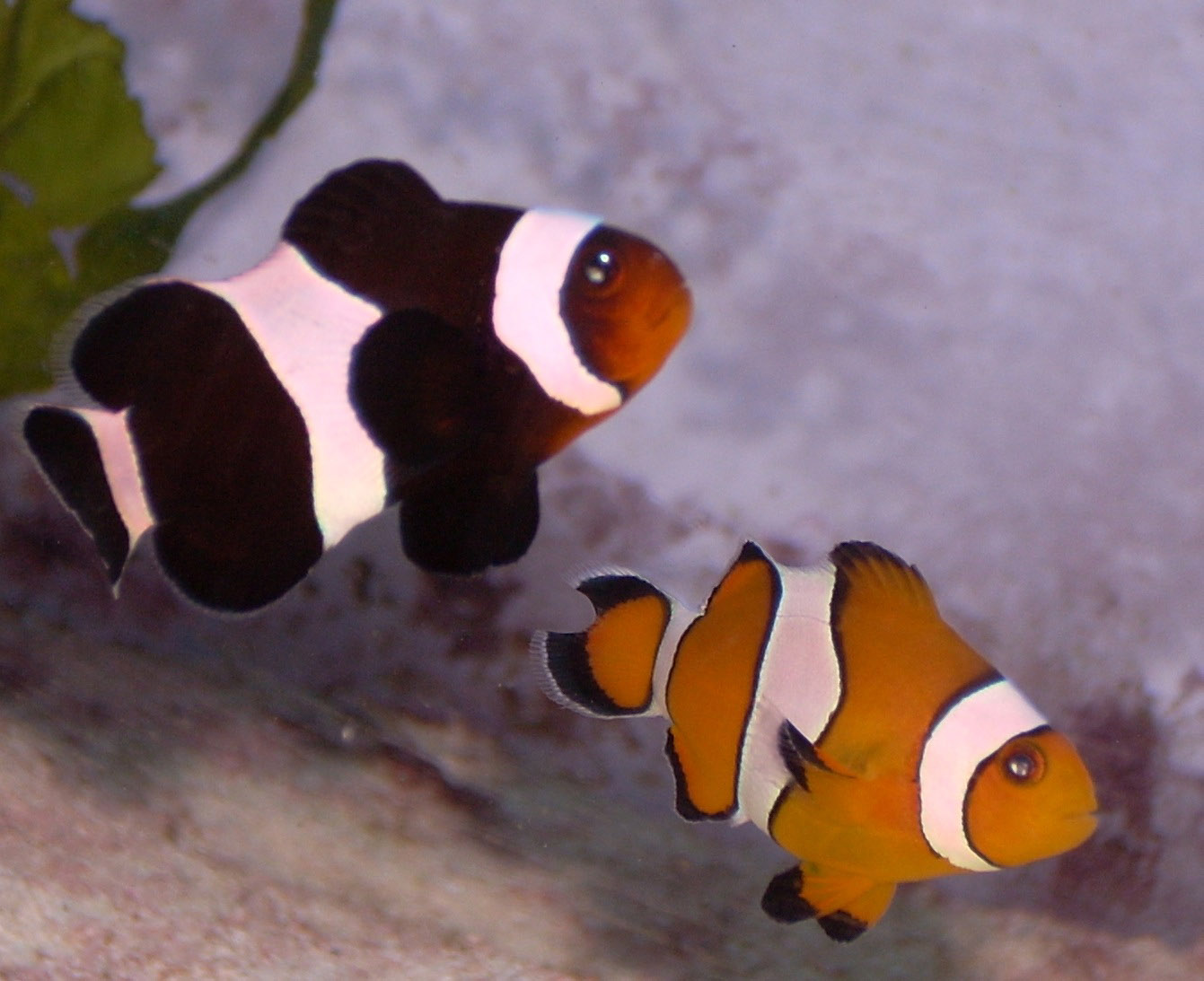
Driebandanemoonvis (Amphiprion ocellaris)
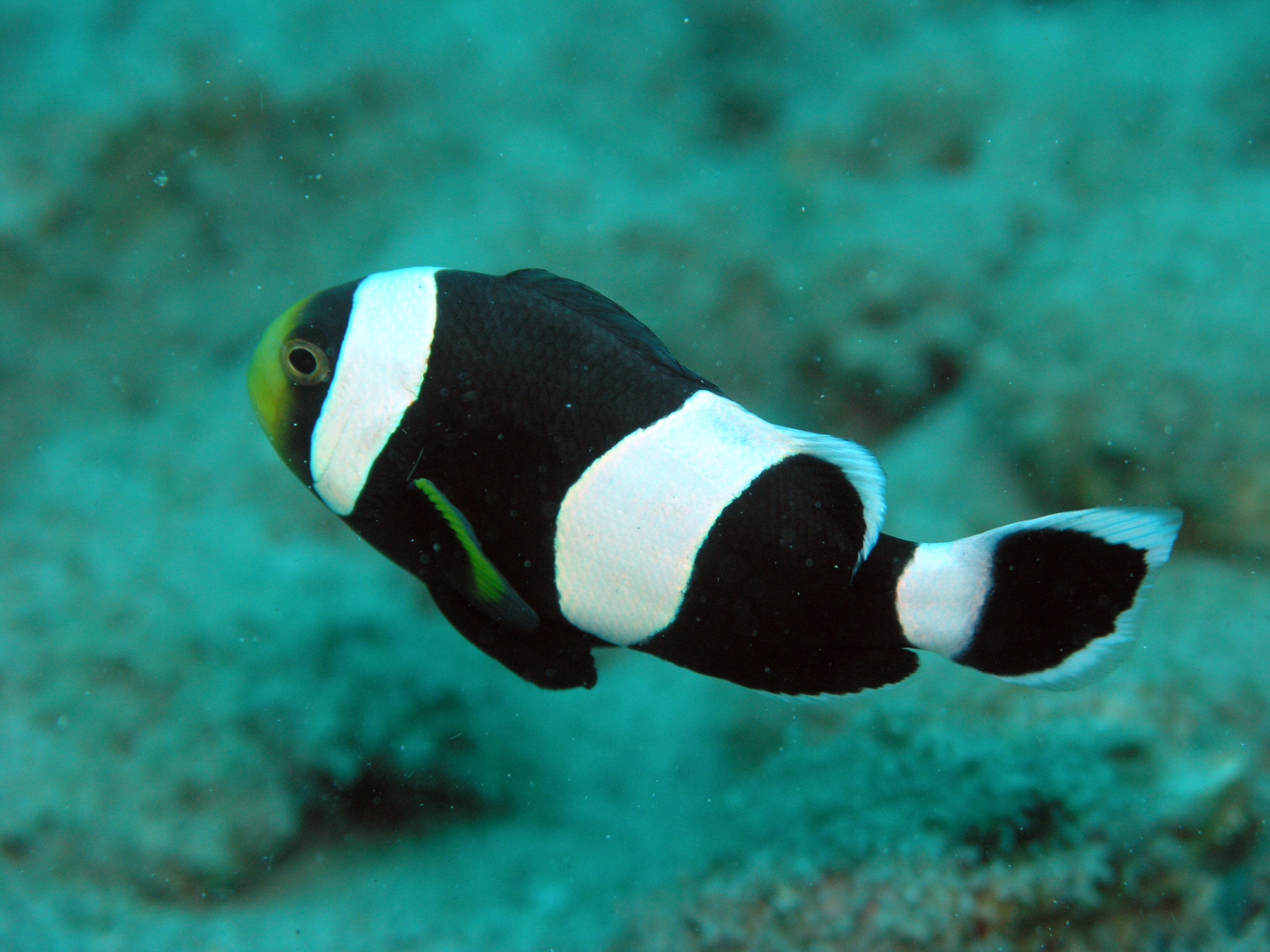
Amphiprion polymnus
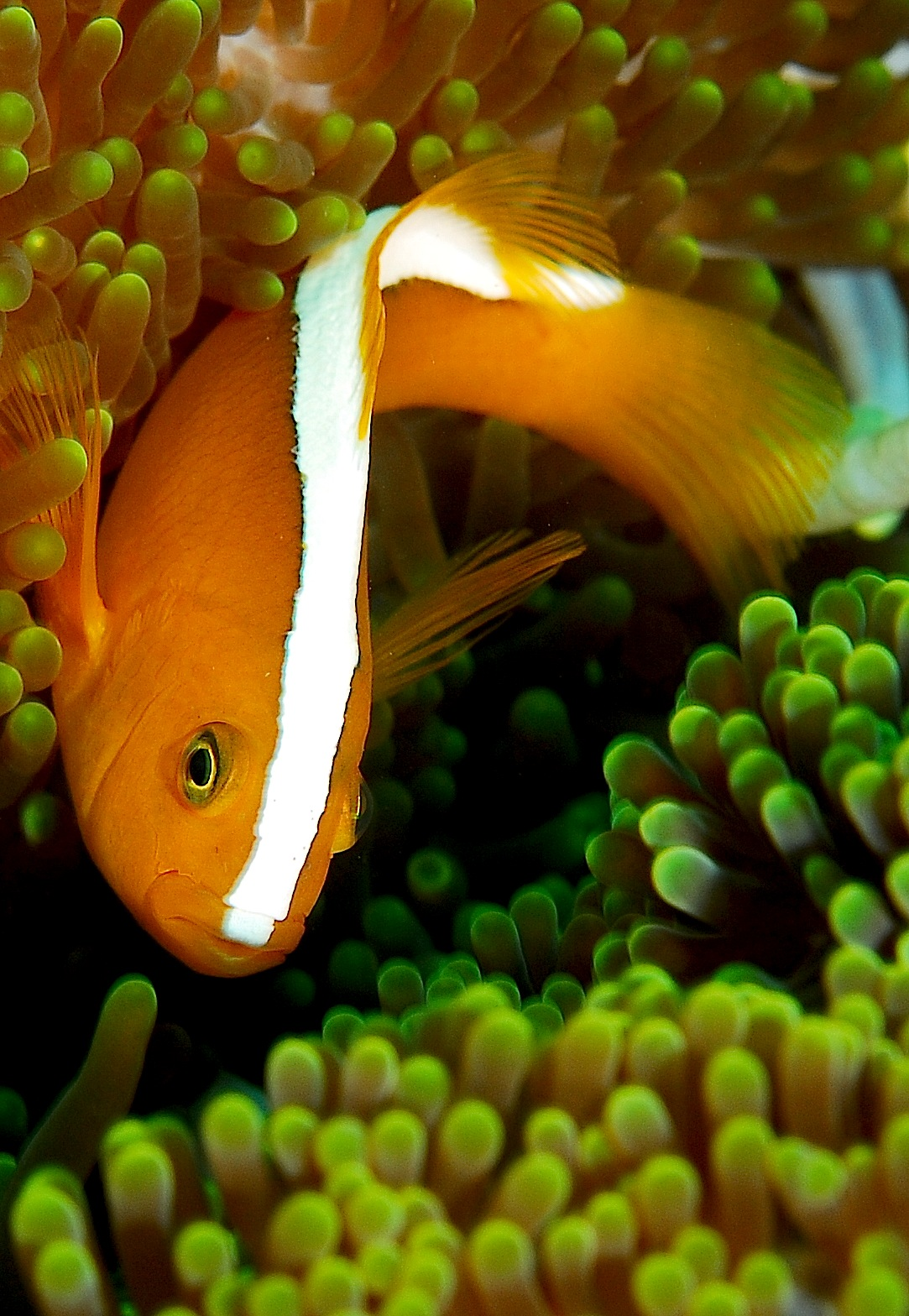
Amphiprion sandaracinos
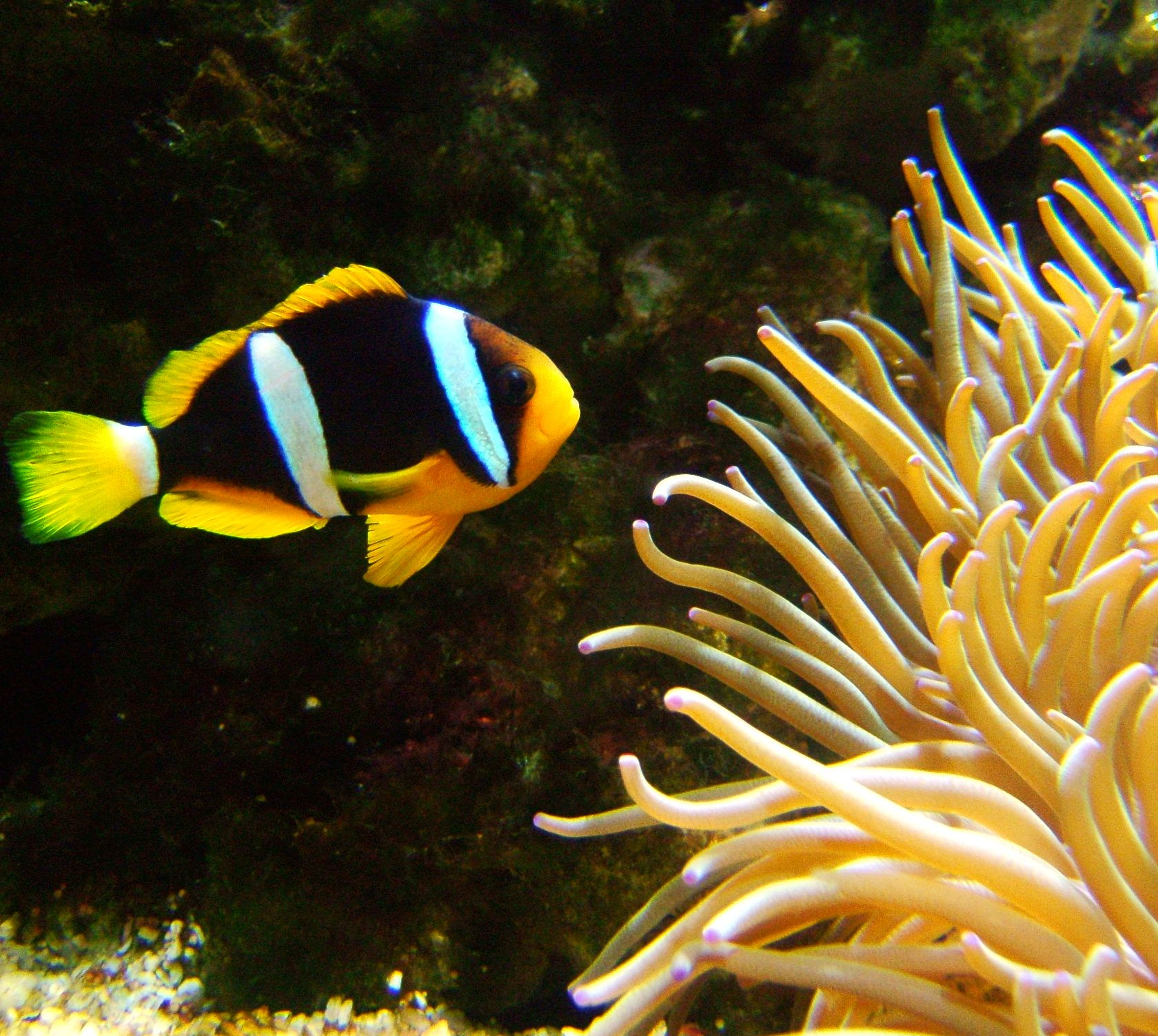
Amphiprion clarkii
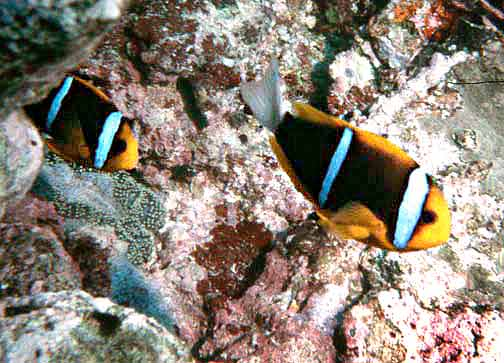
Amphiprion chrysopterus
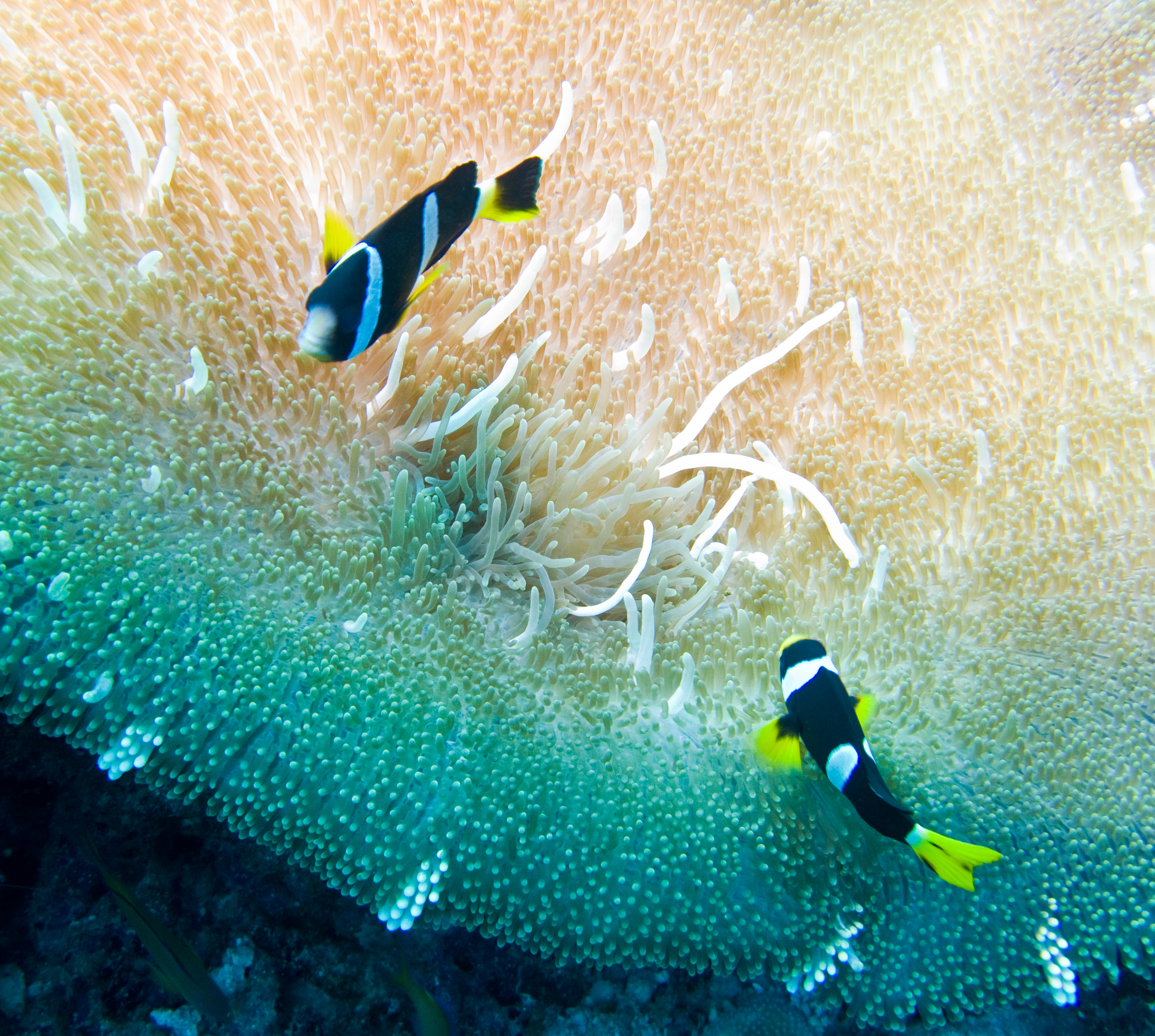
Amphiprion sebae
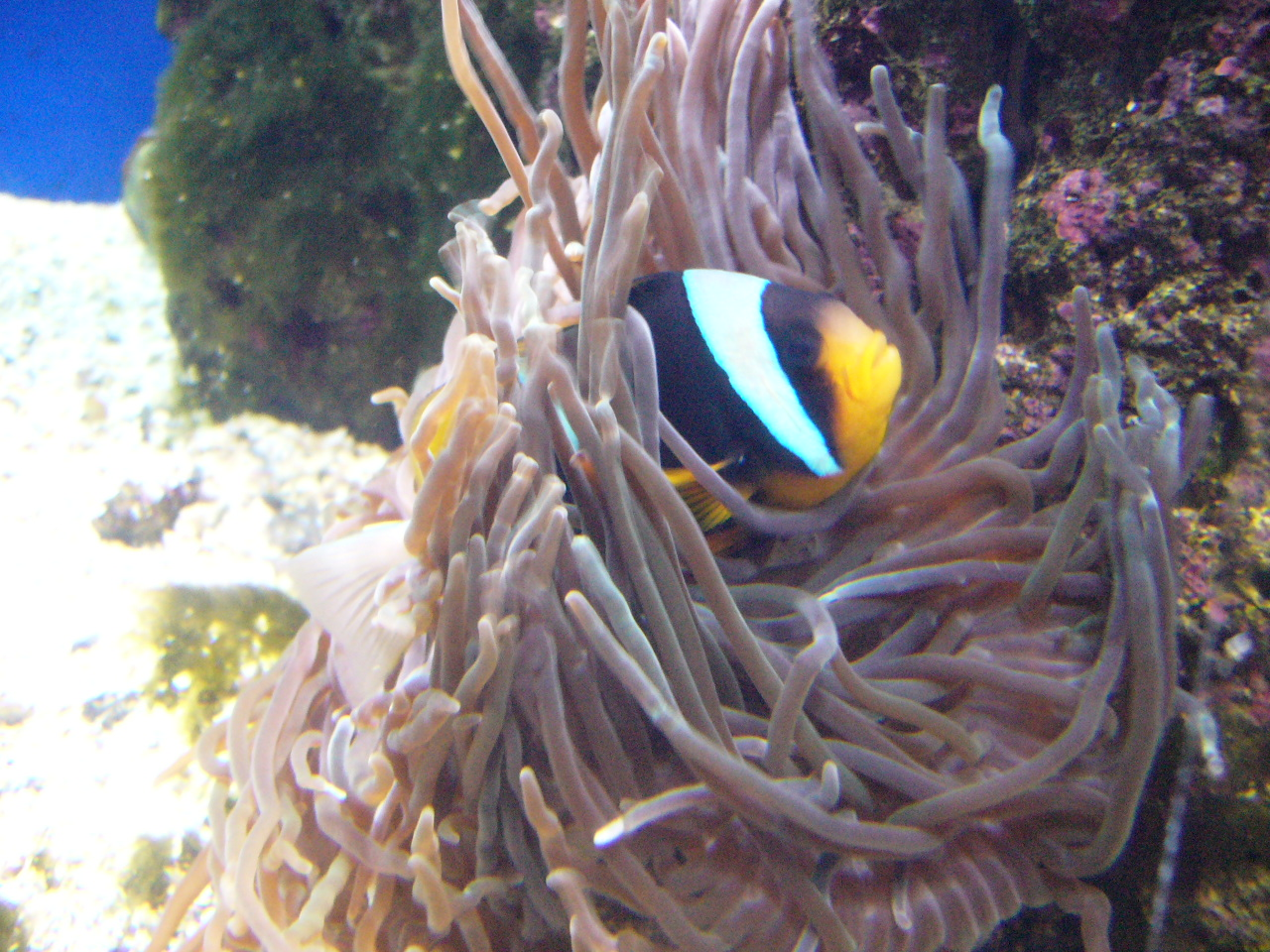
Amphiprion allardi
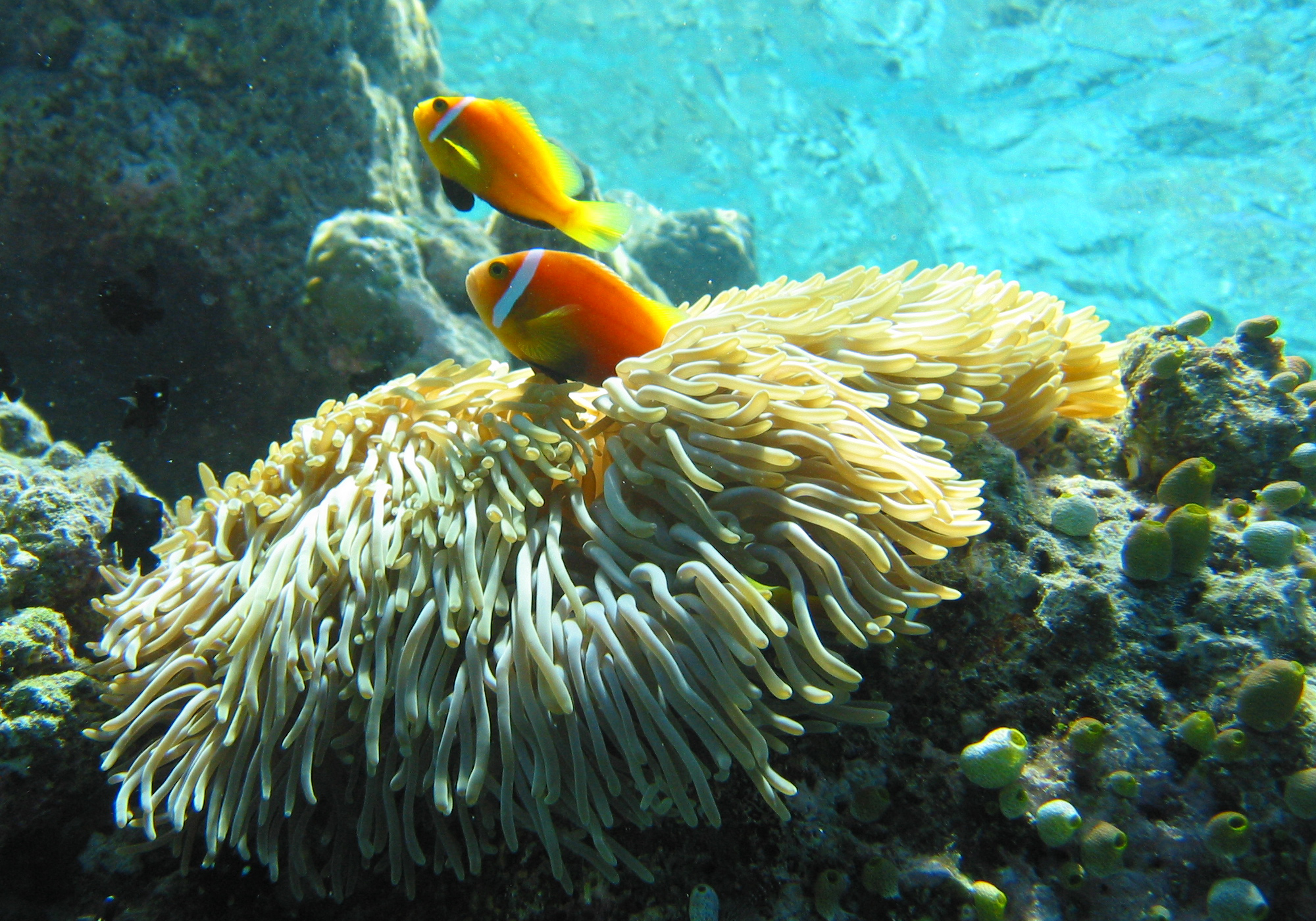
Amphiprion nigripes

## Trivia
- In de film Finding Nemo is het visje Nemo een anemoonvis.